# Reimer Herrmann
Reimer Herrmann (* 4. Mai 1938 in Frankfurt am Main; † 10. Juli 2003 in Bayreuth) war ein deutscher Hydrologe und Hochschullehrer. Er war maßgeblich an der Einrichtung des Studienfachs Geoökologie beteiligt.
Reimer Herrmann studierte von 1959 bis 1964 an den Universitäten Kiel, Marburg, Southampton und Gießen Geowissenschaften und landwirtschaftlichen Wasserbau. 1964 promovierte er an der Universität Gießen bei Harald Uhlig über die Hydrogeographie des Taunus, dort war er von 1964 bis 1970 Wissenschaftlicher Assistent am Geographischen Institut. Die Habilitation erfolgte 1970, ebenfalls in Gießen, mit einer Arbeit „Zur regionalhydrologischen Analyse und Gliederung der nordwestlichen Sierra Nevada de Santa Marta (Kolumbien)“. Von 1972 bis 1976 war Herrmann ordentlicher Professor für Physische Geographie an der Universität zu Köln. Von 1976 bis 2003 hatte er den Lehrstuhl für Hydrologie an der Universität Bayreuth inne. Noch in Köln hatte Herrmann das Konzept einer interdisziplinären Umweltwissenschaft entwickelt, das er in Bayreuth mit der Einrichtung des neuen Studiengangs Geoökologie im Jahre 1978 umsetzen konnte. Für Reimer Herrmann waren Mathematik, Modellierung und Systemanalyse von zentraler Bedeutung für das Fach Geoökologie.
Im Juli 2003 fand an der Universität Bayreuth ein Abschieds-Kolloquium anlässlich seiner Emeritierung statt, an dem er wegen einer schweren Erkrankung nicht mehr teilnehmen konnte. Wenige Tage später starb er.

## Werke (Auswahl)
- Vergleichende Hydrogeographie des Taunus und seiner südlichen und südöstlichen Randgebiete, Gießener Geographische Schriften, Heft 5, Wilhelm Schmitz Verlag in Gießen, 1965.
- Zur regionalhydrologischen Analyse und Gliederung der nordwestlichen Sierra Nevada de Santa Marta (Kolumbien), Gießener Geographische Schriften, Heft 23 (Sonderheft 1), 1971.
- Einführung in die Hydrologie. Teubner, Stuttgart 1977, ISBN 3-519-03407-7.